# Ügyféllista (televíziós sorozat)
Az Ügyféllista (eredeti cím: The Client List) amerikai drámasorozat, ami az igaz történeten alapuló, azonos című 2010-es film alapján készült. A főszerepben ismét Jennifer Love Hewitt látható. 
Az Amerikai Egyesült Államokban 2012. április 8-án, Magyarországon 2012. november 14-én debütált.

## A történet
Riley Parks (Jennifer Love Hewitt) boldogan él férjével Kyle-lal (Brian Hallisay)és két gyönyörű gyermekével. A család anyagi gondokkal küzd, és Riley-nak kell megoldania a helyzetet. Képzett masszőrként állást kap egy Sugar Land-i masszázsszalonban, ahol hamar rájön, hogy ez nem egy átlagos szalon.
Mivel férjezett és erkölcsei sem engedik, elutasítja a szexuális jellegű szolgáltatások nyújtását, de hamar megváltoznak a dolgok, amikor egyik nap arra tér haza, hogy férje elhagyta. Így kénytelen elvállalni az "extra" kuncsaftokat és megpróbálni minden nap ezzel a tudattal tükörbe és a gyerekei szemébe nézni.

### Szereplők
| Szerep             | Színész              |
| ------------------ | -------------------- |
| Riley Parks        | Jennifer Love Hewitt |
| Evan Parks         | Colin Egglesfield    |
| Georgia Cummings   | Loretta Devine       |
| Lacey Jean-Locklin | Rebecca Field        |
| Kyle Parks         | Brian Hallisay       |
| Lynette Montgomery | Cybill Shepherd      |
| Selena Ramos       | Alicia Lagano        |

- Riley Parks: Exszépségkirálynő, szerető családanya és feleség. Férje Kyle elhagyja, ezért nehéz döntést kell hozni a gyermekei érdekében. Munkát vállal egy Sugar Land-i masszázsszalonban, ahol a több pénz érdekében a lányok "extra" szolgáltatásokat is vállalnak. Elkezdődik Riley titkos élete, hogy megóvja családját a szégyentől. Közben egyensúlyban tartja munkahelyi életét és az anyaságot. Nehéz buktatók állják útját, de a családja segítségére van. Édesanyja, aki vigaszt és támogatást nyújt a rossz időkben, barátnője Lacey, aki tud a "különös" munkájáról, és Evan, Kyle öccse.

- Evan Parks: Kyle öccse, aki titokban már régóta rajong Riley-ért. Kapcsolatuk az idő előrehaladtával átalakul vonzódássá.
- Georgia Cummings: A Sugar Land-i masszázsszalon tulajdonosa, Riley főnöke és jó barátja.
- Lacey Jean-Locklin: Riley legjobb barátnője. Ő az egyetlen, aki tudja Riley titkát. Lelkileg támogatja barátnőjét, miközben férjével Dale-lel gyermeket szeretnének.
- Kyle Parks: Riley férje és Evan bátyja. Elhagyja a családját, mert nem tudja ellátni családfői feladatait. Később visszatér, hogy visszaszerezze a családját, amiről kiderül, hogy nem is olyan könnyű.
- Lynette Montgomery: Riley anyja, aki pár férjen túl van már. Egy fodrászszalonban dolgozik Lacey-vel. Lényegre törő stílusú nő, aki a legjobbat akarja lányának és unokáinak.
- Selena Ramos: Riley régi ismerőse. Ő ajánlotta neki a Sugar Land-i állást, ahol ő is dolgozik. Selena énközpontú és nagyravágyó. Nem kedvelik egymást Riley-val, pedig több a közös bennük, mint hinnék.

### Mellékszereplők
| Szerep        | Színész         |
| ------------- | --------------- |
| Derek Malloy  | Rob Mayes       |
| Kendra        | Naturi Naughton |
| Jolene        | Kathleen York   |
| Nikki Shannon | Laura-Leigh     |
| Dale Locklin  | Greg Grunberg   |
| Taylor        | Elisabeth Röhm  |

- Derek: Ex katona , a 2. évadban tűnik fel masszőrként.
- Kendra: Egy fiatal masszőrlány, aki végül elhagyja a szalont a szerelme miatt az 1. évad végén.
- Jolene: Masszőr a szalonban, aki nem ad extrákat. Ő is elhagyja a szalont az 1. évad végére.
- Nikki Shannon: A 2. évadban tűnik fel új masszőrlányként a szalonban.
- Dale Locklin: Lacey férje
- Taylor: Megvásárolja azt a fodrászüzletet, ahol Lacey és Lynette dolgozik. Mindig összekülönbözik Riley-val és Lynettel.

## Évados áttekintés
| Évad | Évad | Epizódok | Eredeti sugárzás  | Eredeti sugárzás | Eredeti adó | Magyar sugárzás    | Magyar sugárzás  | Magyar adó |
| Évad | Évad | Epizódok | Évadpremier       | Évadfinálé       | Eredeti adó | Évadpremier        | Évadfinálé       | Magyar adó |
| ---- | ---- | -------- | ----------------- | ---------------- | ----------- | ------------------ | ---------------- | ---------- |
|      | 1    | 10       | 2012. április 8.  | 2012. június 17. | Lifetime    | 2012. november 14. | 2013. január 23. | TV2        |
|      | 2    | 15       | 2013. március 10. | 2013. június 16. | Lifetime    | 2014. április 9.   | 2014. július 16. | AXN White  |

### 1. évad (2012)
| Sor. | Év. | Cím                  | Rendező              | Író                                                                      | Premier                              | Nézettség   |
| ---- | --- | -------------------- | -------------------- | ------------------------------------------------------------------------ | ------------------------------------ | ----------- |
| 1.   | 1.  | The Rub of Sugarland | Wendey Stanzler      | Jordan Budde                                                             | 2012. április 8. 2012. november 14.  | 2,79 millió |
| 2.   | 2.  | Turn the Page        | Allan Arkush         | Barbara Nance                                                            | 2012. április 15. 2012. november 21. | 2,85 millió |
| 3.   | 3.  | Tough Love           | John Behring         | Laurie Arent                                                             | 2012. április 22. 2012. november 28. | 2,75 millió |
| 4.   | 4.  | Ring True            | Patrick Norris       | Efrem Seeger                                                             | 2012. április 29. 2012. december 5.  | 2,41 millió |
| 5.   | 5.  | Try, Try Again       | Timothy Busfield     | Dawn DeKeyser                                                            | 2012. május 6. 2012. december 12.    | 2,51 millió |
| 6.   | 6.  | The Cold Hard Truth  | Norman Buckley       | Marc Halsey                                                              | 2012. május 13. 2012. december 19.   | 2,27 millió |
| 7.   | 7.  | Life of Riley        | Bethany Rooney       | John Tinker                                                              | 2012. május 20. 2013. január 2.      | 2,55 millió |
| 8.   | 8.  | Games People Play    | Patrick Norris       | Laurie Arent                                                             | 2012. június 3. 2013. január 9.      | 2,10 millió |
| 9.   | 9.  | Acting Up            | Wendey Stanzler      | Hollie Overton                                                           | 2012. június 10. 2013. január 16.    | 2,19 millió |
| 10.  | 10. | Past Is Prologue     | Jennifer Love Hewitt | Történet: Jennifer Love Hewitt és Barbara Nance Tévéjáték: Barbara Nance | 2012. június 17. 2013. január 23.    | 2,73 millió |

### 2. évad (2013)
| Sor. | Év. | Cím                                 | Rendező              | Író                                                                  | Premier                             | Nézettség   |
| ---- | --- | ----------------------------------- | -------------------- | -------------------------------------------------------------------- | ----------------------------------- | ----------- |
| 11.  | 1.  | Till I Make it On My Own            | Allan Arkush         | Történet: Ed Decter Tévéjáték: Natalie Chaidez                       | 2013. március 10. 2014. április 9.  | 2,21 millió |
| 12.  | 2.  | Who's Cheatin' Who?                 | Andy Wolk            | Natalie Chaidez                                                      | 2013. március 17. 2014. április 16. | 2,08 millió |
| 13.  | 3.  | Cowboy Up                           | Rick Wallace         | Hollie Overton                                                       | 2013. március 24. 2014. április 23. | 2,00 millió |
| 14.  | 4.  | My Main Trial Is Yet to Come        | Timothy Busfield     | Michael Reisz                                                        | 2013. március 31. 2014. április 30. | 1,85 millió |
| 15.  | 5.  | Hell on Heels                       | Jonathan Kaplan      | Tawnya Bhattacharya és Ali Laventhol                                 | 2013. április 7. 2014. május 7.     | 2,19 millió |
| 16.  | 6.  | Unanswered Prayers                  | Allan Arkush         | Shaina Fewell                                                        | 2013. április 14. 2014. május 14.   | 1,96 millió |
| 17.  | 7.  | I Ain't Broke But I'm Badly Bent    | Jennifer Love Hewitt | Natalie Chaidez                                                      | 2013. április 21. 2014. május 21.   | 2,11 millió |
| 18.  | 8.  | Heaven's Just a Sin Away            | Debbie Allen         | Nikki Schiefelbein                                                   | 2013. április 28. 2014. május 28.   | 2,39 millió |
| 19.  | 9.  | Save A Horse, Ride A Cowboy         | Norman Buckley       | Wendy Straker Hauser                                                 | 2013. május 5. 2014. június 4.      | 2,11 millió |
| 20.  | 10. | What Part of No                     | John Whitesell       | Michael Reisz                                                        | 2013. május 12. 2014. június 11.    | 1,79 millió |
| 21.  | 11. | I Miss Back When                    | Timothy Busfield     | Shaina Fewell                                                        | 2013. május 19. 2014. június 18.    | 2,08 millió |
| 22.  | 12. | When I Say I Do                     | Michael Fields       | Történet: Sarah Wise Tévéjáték: Tawnya Bhattacharya és Ali Laventhol | 2013. június 2. 2014. június 25.    | 2,12 millió |
| 23.  | 13. | Whatever it Takes                   | Andy Wolk            | Hollie Overton                                                       | 2013. június 9. 2014. július 2.     | 1,95 millió |
| 24.  | 14. | What Kind of Fool Do You Think I Am | Jennifer Love Hewitt | Nikki Schiefelbein                                                   | 2013. június 16. 2014. július 9.    | 1,90 millió |
| 25.  | 15. | Wild Nights are Calling             | Allan Arkush         | Történet: Ed Decter Tévéjáték: Michael Reisz                         | 2013. június 16. 2014. július 16.   | 2,09 millió |

## Sorozat előkészületek
2011. augusztus 10-én a Lifetime bejelentette, hogy sorozat készül a 2010-es Ügyféllista című filmből. A főszerepet ismét Jennifer Love Hewitt kapta. A sorozat alapsztorijaként a film szolgál alapul de mégis egy néhány helyen megváltoztatták a történetet. Míg a filmben a gyerekekkel együtt távozik a férje, addig a sorozatban a családját hagyja ott az férfi. A sorozat béli neve Riley Parks, míg a filmben Samantha Hortonként jelenik meg.
Nancy Dubuc a Lifetime csatorna igazgatója elmondta, hogy Jennifer nagyon tehetséges színésznő ezért nem is volt kétséges, hogy a film után ismét őt kérték fel a sorozat főhősnőjének. A filmből még a Lynette-et alakító Cybill Shepherd-öt vették át a sorozatba.
Jennifer elmondta egy interjúban, hogy nagyon örül, hogy megint ezzel a csapattal dolgozhat és hogy nemcsak színészként, hanem producerként is részt vehetett az elkészítésben. A promotáláshoz kibocsájtott zenei videó, melyben Jennifer Shirley Basseyt splágerét a Big Spender-t adja elő, bemutatva a szalon "igazi" mivoltát., elnyerte a közönség figyelmét.
A sorozat ugyan jó kritikát kapott, viszont voltak tiltakozók is. Méghozzá a masszázsterapeuták csoportja. Véleményük szerint a sorozat általánosítja a munkájukat, miszerint ők ezzel keresik a pénzt. Szóvivőjük elmondta, hogy komoly erkölcsi normájuk van és ragaszkodnak az etikai kódexükhöz.